# 圣乔治斯

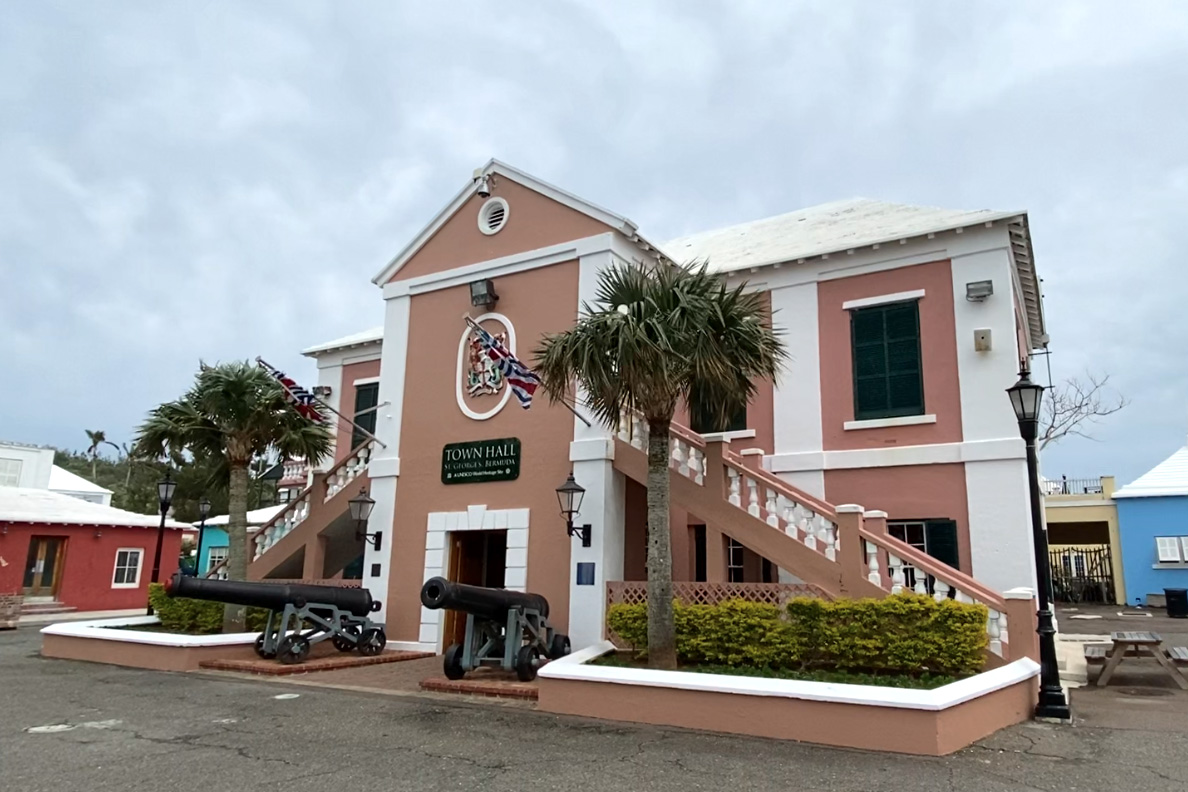
市政厅

圣乔治斯（St. George's），百慕大最古老的和最大的城市，位于其主岛东北角。
1612年，英国在此建立了一个名为“新伦敦”的定居点，这是继圣约翰斯和詹姆斯敦之后，英国在北美洲建立的第三个定居点。在1815年前，该城一直是百慕大的首府和主要港口，直到汉密尔顿兴起，成为新的航运中心。
今天，圣乔治斯仍然保留着17世纪的风貌，并于2000年，和周边地区一起，被联合国教科文组织列入世界遗产名录。